# Ptychadena mapacha
Ptychadena mapacha es una especie  de anfibios de la familia Ranidae.

## Distribución geográfica
Se encuentra en Namibia y, posiblemente en Angola, Botsuana y Zambia.  

## Estado de conservación
Se encuentra amenazada de extinción por la pérdida de su hábitat natural.